# Alexandre Percin
Alexandre Percin, född den 4 juli 1846 i Nancy, död den 12 oktober 1928 i Paris, var en fransk general och militär författare.
Percin blev löjtnant i artilleriet 1867 och deltog som kapten i kriget 1870–1871. Percin, som 1903 blev divisionsgeneral, gjorde sig känd som reformator av fältartilleriets taktik. Han var särskilt förkämpe för intimt samarbete mellan fotfolk och artilleri och etablerade därvid principer som följdes vid första världskrigets utbrott. Under detta hade Percin inte något framträdande kommando; han övergick till reserven 1915.